# Que serais-je sans toi
Que serais-je sans toi (en català: Què seria de mi sense tu) és una cançó de Jean Ferrat. La va enregistrar per primera vegada l'any 1963 dins de l'àlbum Nuit et brouillard.
Altres cantants l'han enregistrada: Francesca Solleville, Isabelle Aubret, Les Octaves, Marc Ogeret, Martine Sarri i Natacha Azdra.